# Condiglione
Il condiglione (in lingua ligure cundigiun nel genovesato e levante savonese, cundiun nel ponente savonese e levante imperiese o cundigliun nel ponente imperiese) è un'insalata tipica della cucina ligure, in particolar modo delle zone delle provincie di Imperia, di Savona e nel Genovesato: nella Riviera di Ponente infatti è particolarmente diffuso da Ventimiglia a Finale Ligure.

## Caratteristiche
Esistono diverse ricette di condiglione, e la lista degli ingredienti varia a secondo delle zone e delle stagioni. Di solito, si prepara con fette di cipolla, pomodori, peperoni rossi, verdi e gialli, acciughe salate, basilico, olio di oliva in abbondanza, olive salate, aglio, uovo sodo, tonno e potendo aggiungere, a piacere, fagiolini verdi lessi (meglio se i "Pelandrùi d'Albenga"), patate lesse a tocchettini, sedano verde, capperi salati, cetriolo a fettine, uno spruzzo d'aceto di vino bianco e sale quanto basta, poi si mescola bene il tutto prima di servire.
Il condiglione è affine all'insalata nizzarda, tipica di Nizza e in generale della Costa Azzurra.